# Healing (film)
Pour plus de détails, voir Fiche technique et Distribution.
Healing est un film australien réalisé par Craig Monahan, sorti en 2014.

## Synopsis
Viktor Kahdem a passé 16 ans en prison et arrive à la fin de sa peine quand il est envoyé dans un établissement spécialisé de basse sécurité pour préparer sa sortie. Matt Perry, le responsable, y a mis en place un programme de réhabilitation où chaque prisonnier a la responsabilité d'un rapace blessé.

## Fiche technique
- Titre : Healing
- Réalisation : Craig Monahan
- Scénario : Craig Monahan et Alison Nisselle
- Photographie : Andrew Lesnie
- Montage : Suresh Ayyar
- Musique : David Hirschfelder
- Pays d'origine :  Australie
- Langue originale : anglais
- Genre : drame
- Durée : 119 minutes
- Dates de sortie : 
  -  Australie : 8 mai 2014

## Distribution
- Don Hany (en) : Viktor Khadem
- Hugo Weaving : Matt Perry
- Xavier Samuel : Paul Atherton
- Mark Leonard Winter : Shane Harrison
- Anthony Hayes : Warren
- Jane Menelaus : Glynis
- Tony Martin : Egan
- Laura Brent : Stacey
- Dimitri Baveas : Yousef
- Justine Clarke (en) : Michelle
- Robert Taylor : Vander

## Accueil critique
Le film obtient 73 % de critiques positives, avec une note moyenne de 6,4/10 et sur la base de 11 critiques collectées, sur le site Rotten Tomatoes.